# Kiklopske zidine
Kiklopske zidine su masivne građevine nastale u periodu mikenske arhitekture od glomaznih i izuzetno teških pravilno složenih kamenih blokova, sa malim međuprostorom. Za njih se verovalo da su ih izgradili Kiklopi, jednooki džinovi iz grčke mitologije.

## Divovske građevine
Širom sveta kroz viševekovnu istoriju građene su neobične građevine koje i danas iznenađuju veličinom i masivnošću svojih kamenih blokova i fasciniraju načinom gradnje koja prevazilazi sva dosadašnja saznanja o tehničkim mogućnostima drevnih kultura.
Među prvima ove građevine spominju Heziod u Teogoniji, Homer u Odiseji, a nešto kasnije i Plinije Stariji u svom čuvenom enciklopedijskom delu Naturalis Historia. O ovim građevinama govor i Herodot, Diodor Sicilski, Plutarh i mnogi drugi, koji takođe tvrde da su divovske građevine gradili divovi, sinonimi snage i moći u odnso na kasnije naraštaje.
U zapadnoj tradiciji one su nazvane kiklopskima jer su stari Grci smatrali da su sa tako velikim kamenim blokovima mogli graditi samo kiklopi, mitska ljudska rasa divovskog rasta koja je u pradavnoj prošlosti živela na Zemlji.
Međutim o divovskim zdanjima nalazimo mitove i u istorijskim zapisima ostalih drevnih civilizacija:
- U Indiji, to su Danave i Daitye;
- Na Cejlonu je postojao Rakshase koji se spominju u Ramajani;
- U Egiptu su to kolosalne herojime, Kaldejci o Izdubarima, od kojih je najpoznatiji Nimrod koji se spominje uz Vavilnosku kulu;
- U jevrejskoj tradiciji, koja u Ponovljenom zakonu govori o Emijcima iz Moaba, u kojima su živeli divovi Anakovci; Mojsije spominje božanskog kralja Oga, visokog preko 4,5 metra, i Golijata, visokog 3,5 metra.[4]

## Istorija
Ova vrsta kamenog fortifikacijskog bedema pronađene je u mikenskoj arhitekturi, datovanoj oko 1.350. godine p. n. e. Građeni su od masivnih krečnjačkih gromada, grubo uklopljenih zajedno sa malim međusobnim zazorom između susednog kamenja i glinenog maltera ili i/ili bez upotrebe maltera. Iako kameni stubovi deluju neobrađeni, ipak su neki od njih možda obrađeni čekićem (u najmanjoj meri, npr.  samo su klsani i tako uklanjano delovi koji su ometali dobro naleganje blokova jedan na drugi otklesani). Veće praznine između gromada ispunjavanene su  manjim komadima krečnjaka, ili su dodatno ispunjavane i poravnavane zemljom, smesom gline ili sitnim komadićima kamena.
Naziv ovog načina zidanja poteče od kiklopa, grčkih jednookih divova za koje se verovalo da su jedini bili u stanju podizati i graditi bedema od kamenih mega-blokova koji teže nekoliko tona.
Izrada kiklopskih zidina često se pogrešno zamenjuje sa poligonalnim zidanjem, u kome se koriste znatno obrađeni, poligonalni kameni blokovi, koji su u kasnijim periodima bivali dodatno obrađivani, kako bi poprimali kvadratni oblik.
Pri kraju gardnje majstori su za zidnu masu počeli koristiti savršeno isklesane kamene kvadratne blokove, ali samo za najreprezentativnije građevine, s obzirom da oblikovanje svakog takvog bloka koji savršeno naleže na ostale zahteva izuzetno mnogo veštine i vremena. Takav način gradnje, savršeno oblikovanim kvadratičnim kamenim blokovima Vitruvije naziva opus isodomum.

## Kiklopske zidine u Mikeni
Kiklopske zidine u Mikeni spadaju u najimpozantnije primere divovske gradnje u Grčkoj. Smeštena 90 kilometara jugozapadno od Atine na severoistoku Peloponeza, u 2. veku p. n. e. Mikena je bila jedno od glavnih središta grčke civilizacije i vojno utvrđenje, koja je dominirala velikim delom južnog Peloponeza. Po njoj se vremensko razdoblje grčke istorije od 1600. – 1100. goodine p. n. e.., kad je Mikena doživela svoj procvat, naziva mikenskim periodom.
Kiklopski zidine, u Mikeni u obliku ogromnog bedema, bile su utvrđenja oko mikenske akropole izgrađene oko  1350. godine p. n. e. Bile su debele oko 4,5 do 6 metara, a visoki možda i do 15 metara. Na njima su postojala dvoja vrata:
Skejska vrata (grč. Skaiai pulai —  „vrata nalevo”) — koja su bila branjena iz izbočenih bastiona, tako da su mogući napadači bili ranjivi s desne strane jer nisu mogli dovoljno da se brane štitovima. 
Lavlja vrata — na severozapdnu akropole, iznad kojih je bio džinovski kamani nadvratnik na kome se radi opterećenja nalazi trougao koji pritiska kamenje bede. Na tom trouglastom polju počiva ploča od tufa (porozni lagani kameniz okolnih stena)  u kojem su s dveju strana stuba uklesane dve lavice u položaju u položaju kao na grbu. Kameni blokovi od kojih su izgrađena Lavlja vrata teži su od 20 tona, a postoje i primerci čija težina doseže gotovo 100 tona.

## Kiklopske zidine u Tirinti
Nekoliko kilometara severno od lučkoga gradića Naupliona, i Mikene, nalazi se Tirint, mikensko arheološko nalazište znamenito po tunelima i zidinama kiklopskog tipa gradnje, koje je i Homer opevao u Ilijadi. One svojom masivnošću znatno nadmašuje, poznatije i veće, Mikenske zidine. I ove zidine kao i one u Mikeni  takođe su imale fortifikacijsku ulogu. Pretpostavlja se da su hodnici presvođeni lažnim, „konzolnim“ svodom prvobitno povezivali tvrđave koje su se nalazile u sklopu zidina.
Nakon što je vidio srušene citadele zidina u 2. veku p. n. e., grčki geograf Pauzanija napisao je kako ni dve mazge ne bi mogle pomaknuti ni jedan od najmanjih tirintskih kamenova.  
Mada je Tirint bio tvrđava naseljena još u 7. veku p. n. e., ili na početku bronzanog doba, ona je  svoj je procvat doživila u periodu od 14. do 12. veka p. n. e., kada su i podignute kiklopske zidine za zaštitu središnjeg dela Tirinta. 
Zidine koje se pružaju  oko celog vrha brda danas su visoke do 7 metara, i nešto su niže od njihove prvbitne visine od 9 metara, kako su procenili arheolozi Nemačkog arheološkog instituta. Široke su uglavnom oko 6 metara, dok su na mestima gde se se otvaraju u tunele građene od masivnog kamenja, visine i do 17 metara.

## Napomene
1. ↑  Tirint se povezuje s mitovima o Heraklu, navodeći ga kao njegov rodni grad.

## Spoljašnje veze
Медији везани за чланак Kiklopske zidine на Викимедијиној остави

- Divovske građevine — Časopis Nova Akropola.
- Cyclopean masonry (jezik: grčki)